# Pfarrkirche Braunau-Höft

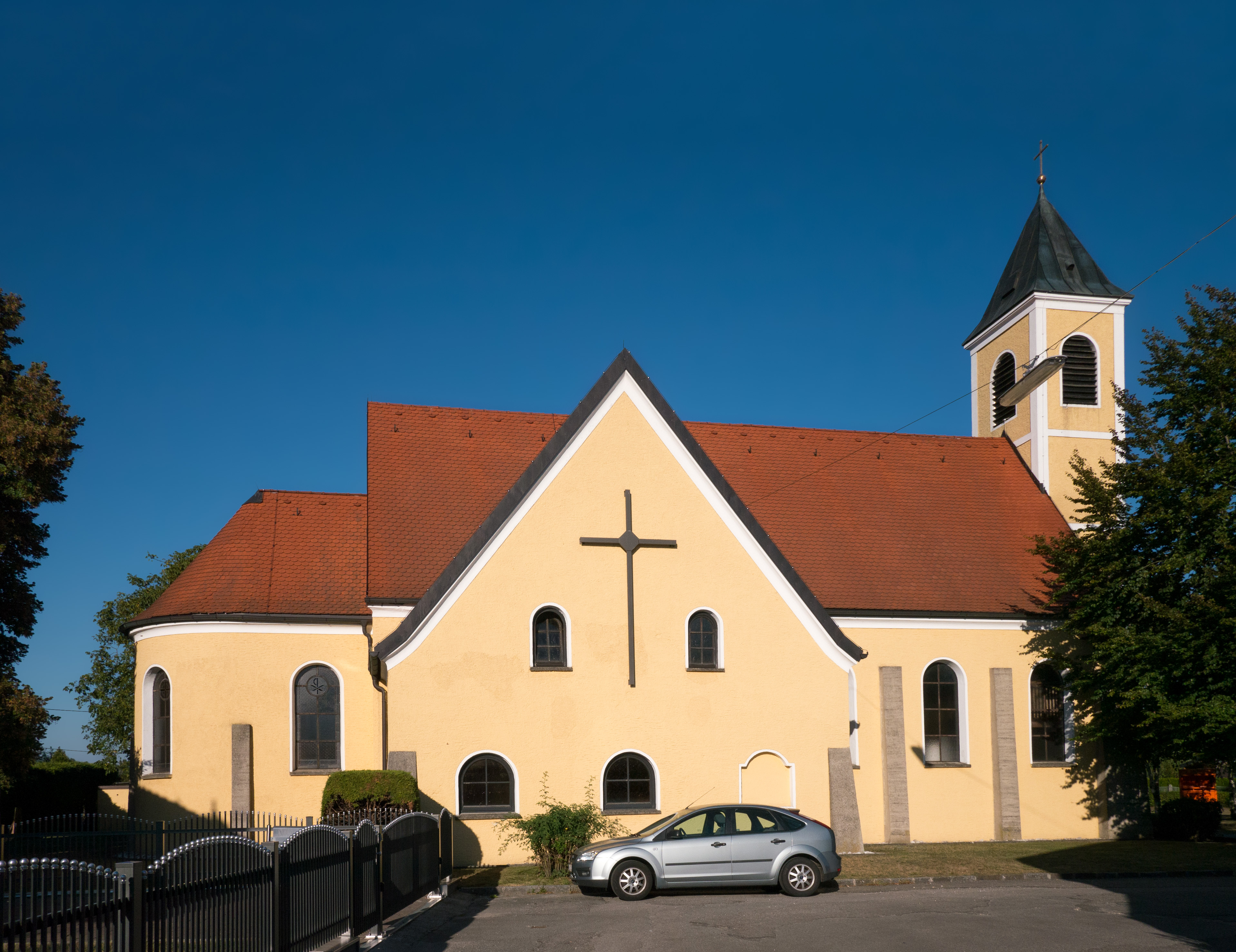
Die Westseite der Kirche

Die römisch-katholische Pfarrkirche Braunau-Höft mit dem Patrozinium Maria Königin des Friedens steht im Ort Höft in der Stadtgemeinde Braunau am Inn in Oberösterreich. Seit dem 1. Jänner 2023 gehört Braunau-Höft als eine von 14 Pfarrteilgemeinden zur Pfarre Braunau der Diözese Linz. Die Kirche steht unter Denkmalschutz.

## Geschichte
Im Stadtteil Laab war während der beiden Weltkriege das Flüchtlingslager Braunau untergebracht. Nach dem Zweiten Weltkrieg gab es viele Baracken und so war auch die Kirche in einer solchen Baracke untergebracht. Nachdem die Leute nach dem Ende des Zweiten Weltkrieges Gott für das Ende des Krieges Dank zu sagen hatten, wurde die Zahl der Gottesdienstbesucher immer mehr und die Baracke wurde für die vielen Gläubigen zu klein. Daher entschloss man sich zum Bau einer Kirche. Die Kirche wurde von 1948 bis 1950 nach Plänen der Architekten Anton Danna und Hans Foschum erbaut. Unter großer Mithilfe der Bevölkerung, die Geld spendete und ihre Arbeitsleistung zur Verfügung stellte, konnte im Jahre 1950 die feierliche Einweihung der Kirche gefeiert werden. Nicht unerwähnt sollte bleiben, dass sogar der damalige Papst Pius XII. Geld spendete, um den Kirchenbau mitzufinanzieren. Ihm zu Ehren steht bis heute eine Statue des heiligen Papstes Eugen in der Kirche.
Eine weitere Phase des Baues erlebte die Kirche im Jahre 1985, in dem sie um einen Kirchturm mit vier Glocken erweitert wurde. Im Zuge dieses Umbaus wurde auch ein Pfarrheim neu errichtet und so das ganze Kirchenareal zu einem Ort der Gottesbegegnung, der Kommunikation und der Gemütlichkeit gestimmt.